# GSC2085-418
GSC2085-418 — хімічно пекулярна зоря спектрального класу A7, що має видиму зоряну величину в смузі V приблизно  9,0.
Вона  розташована на відстані близько 3507,1 світлових років від Сонця.

## Пекулярний хімічний склад
Зоряна атмосфера GSC2085-418 має підвищений вміст 
Eu
.